# Saison 2024-2025 de l'AS Monaco FC
 (août 2024).
La mise en forme du texte ne suit pas les recommandations de Wikipédia : il faut le « wikifier ».
Les points d'amélioration suivants sont les cas les plus fréquents. Le détail des points à revoir est peut-être précisé sur la page de discussion.
- Les titres sont pré-formatés par le logiciel. Ils ne sont ni en capitales, ni en gras.
- Le texte ne doit pas être écrit en capitales (les noms de famille non plus), ni en gras, ni en italique, ni en « petit »…
- Le gras n'est utilisé que pour surligner le titre de l'article dans l'introduction, une seule fois.
- L'italique est rarement utilisé : mots en langue étrangère, titres d'œuvres, noms de bateaux, etc.
- Les citations ne sont pas en italique mais en corps de texte normal. Elles sont entourées par des guillemets français : « et ».
- Les listes à puces sont à éviter, des paragraphes rédigés étant largement préférés. Les tableaux sont à réserver à la présentation de données structurées (résultats, etc.).
- Les appels de note de bas de page (petits chiffres en exposant, introduits par l'outil «  Source ») sont à placer entre la fin de phrase et le point final[comme ça].
- Les liens internes (vers d'autres articles de Wikipédia) sont à choisir avec parcimonie. Créez des liens vers des articles approfondissant le sujet. Les termes génériques sans rapport avec le sujet sont à éviter, ainsi que les répétitions de liens vers un même terme.
- Les liens externes sont à placer uniquement dans une section « Liens externes », à la fin de l'article. Ces liens sont à choisir avec parcimonie suivant les règles définies. Si un lien sert de source à l'article, son insertion dans le texte est à faire par les notes de bas de page.
- La présentation des références doit suivre les conventions bibliographiques. Il est recommandé d'utiliser les modèles {{Ouvrage}}, {{Chapitre}}, {{Article}}, {{Lien web}} et/ou {{Bibliographie}}. Le mode d'édition visuel peut mettre en forme automatiquement les références.
- Insérer une infobox (cadre d'informations à droite) n'est pas obligatoire pour parachever la mise en page.

Pour une aide détaillée, merci de consulter Aide:Wikification.
Si vous pensez que ces points ont été résolus, vous pouvez retirer ce bandeau et améliorer la mise en forme d'un autre article.
La saison 2024-2025 de l'AS Monaco FC est la soixante-sixième saison du club en première division du championnat de France et la douzième saison consécutive au sein de l'élite du football français.

## Matchs

### Amicaux
| Date       | Adversaire      | Lieu                        | Score | Buteurs de Monaco                         | Buteurs adverses                      |
| ---------- | --------------- | --------------------------- | ----- | ----------------------------------------- | ------------------------------------- |
| 06/07/2024 | Servette Genève | La Turbie                   | 0- 1  | Jérémy Guillemenot 65e                    |                                       |
| 13/07/2024 | Cercle Bruges   | La Turbie                   | 1 - 1 | Kehrer 12e                                | Denkey 10e                            |
| 20/07/2024 | Sturm Graz      | Sportanlage Windischgarsten | 2 - 2 | Minamino 12e · Matazo 57e                 | Bøving 22e · Biereth 41e              |
| 31/07/2024 | Feyenoord       | De Kuip                     | 1 - 3 | Ilenikhena 25e · Maripán 51e · Salisu 67e | Ivanušec 39e                          |
| 01/08/2024 | Genoa CFC       | CMB Training Center         | 1 - 2 | Ilenikhena 92e                            | Junior Messias 16e · Aarón Martín 67e |

## Transferts

### Transferts estivaux
| Nom                 | Poste     | Transfert            | Montant  | Provenance/Destination | Division           |
| ------------------- | --------- | -------------------- | -------- | ---------------------- | ------------------ |
| Arrivées (86,75 M€) |           |                      |          |                        |                    |
| George Ilenikhena   | Attaquant | Transfert            | 18,75 M€ | Royal Antwerp          | Jupiler Pro League |
| Christian Mawissa   | Défenseur | Transfert            | 16 M€    | Toulouse FC            | Ligue 1            |
| Lamine Camara       | Milieu    | Transfert            | 15 M€    | FC Metz                | Ligue 2            |
| Thilo Kehrer        | Défenseur | Option d'achat levée | 11 M€    | West Ham United        | Premier League     |
| Jordan Teze         | Défenseur | Transfert            | 10 M€    | PSV Eindhoven          | Eredivisie         |
| Paris Brunner       | Attaquant | Transfert            | 4 M€     | Borussia Dortmund      | Bundesliga         |
| Chrislain Matsima   | Défenseur | Retour de prêt       | -        | Clermont Foot 63       | Ligue 2            |
| Myron Boadu         | Attaquant | Retour de prêt       | -        | FC Twente              | Eredivisie         |
| Eliot Matazo        | Milieu    | Retour de prêt       | -        | Royal Antwerp          | Jupiler Pro League |
| Félix Lemaréchal    | Milieu    | Retour de prêt       | -        | Cercle Bruges          | Jupiler Pro League |
| Départs (44,5 M€)   |           |                      |          |                        |                    |
| Youssouf Fofana     | Milieu    | Transfert            | 20 M€    | AC Milan               | Serie A            |
| Mohamed Camara      | Mileu     | Transfert            | 16,5 M€  | Al-Sadd SC             | Qatar Stars League |
| Félix Lemaréchal    | Milieu    | Transfert            | 6 M€     | RC Strasbourg          | Ligue 1            |
| Guillermo Maripán   | Défenseur | Transfert            | 2 M€     | Torino FC              | Serie A            |
| Ismail Jakobs       | Attaquant | Prêt                 | -        | Galatasaray SK         | SüperLig           |
| Chrislain Matsima   | Défenseur | Prêt                 | -        | FC Augsbourg           | Bundesliga         |
| Myron Boadu         | Attaquant | Prêt                 | -        | VfL Bochum             | Bundesliga         |
| Paris Brunner       | Attaquant | Prêt                 | -        | Cercle Bruges          | Jupiler Pro League |
| Wissam Ben Yedder   | Attaquant | Fin de contrat       | -        | -                      |                    |
| Thilo Kehrer        | Défenseur | Retour de prêt       | -        | West Ham United        | Premier League     |

### Transferts hivernaux
| Nom              | Poste     | Transfert | Montant | Provenance/Destination | Division     |
| ---------------- | --------- | --------- | ------- | ---------------------- | ------------ |
| Arrivées (12 M€) |           |           |         |                        |              |
| Mika Biereth     | Attaquant | Transfert | 12 M€   | Sturm Graz             | O.Bundesliga |
| Al-Musrati       | Attaquant | Prêt      | -       | Besiktas JK            | Süper Lig    |
| Départs (2M€)    |           |           |         |                        |              |
| Eliot Matazo     | Milieu    | Transfert | 2 M€    | Hull City              | Championship |

## Compétitions
| Championnat de France | Ligue des champions | Coupe de France | Trophée des Champions |
| --------------------- | ------------------- | --------------- | --------------------- |
|                       |                     |                 |                       |
| 18V 7N 9D             | 4V 2N 4D            | 1V 0N 1D        | 0V 0N 1D              |
| TOTAL: 23V 9N 15D     |                     |                 |                       |

### Championnat
La Ligue 1 2024-2025 est la 87e édition du championnat de France de football et la 23e sous l'appellation « Ligue 1 ». La division oppose dix-huit clubs en une série de trente-quatre rencontres. Les meilleurs de ce championnat se qualifient pour les coupes d'Europe que sont la Ligue des Champions (les quatre premiers), la Ligue Europa (le cinquième et le vainqueur de la Coupe de France) et la Ligue Conférence (le sixième). L’ASM participe à cette compétition pour la 66e fois de son histoire et la 11e fois de suite depuis la saison 2013-2014.
Lors de cette édition, le Paris Saint-Germain remet en jeu son titre de l'année dernière. La formation parisienne détient le record de victoires dans cette compétition, au nombre de douze. Les relégués de la saison précédente, le FC Metz, le FC Lorient et le Clermont Foot 63 sont remplacés par l'AJ Auxerre, champion de Ligue 2 en 2023-2024, l'Angers SCO et l'AS Saint-Étienne.

#### Aller
| Journée 1                 | AS Monaco                 | 1 - 0   | AS Saint-Étienne |                                                                                         |                                                                                         |
| Samedi 17 août 2024 21h00 | ( Vanderson) Minamino 28e | (1 - 0) |                  | Stade Louis II, Monaco Spectateurs : 14 252 Diffuseur : DAZN Arbitrage : Clément Turpin | Stade Louis II, Monaco Spectateurs : 14 252 Diffuseur : DAZN Arbitrage : Clément Turpin |
| Samedi 17 août 2024 21h00 | Embolo 90+4e              | Rapport | 67e Nzuzi (en)   | Stade Louis II, Monaco Spectateurs : 14 252 Diffuseur : DAZN Arbitrage : Clément Turpin | Stade Louis II, Monaco Spectateurs : 14 252 Diffuseur : DAZN Arbitrage : Clément Turpin |

| Journée 2                 | Olympique lyonnais         | 0 - 2   | AS Monaco                                            | | |
| Samedi 24 août 2024 17h00 |                            | (0 - 0) | 65e Ben Seghir (Akliouche ) · 80e Camara (Ouattara ) | Groupama Stadium, Décines-Charpieu Spectateurs : 54 382 Diffuseur : Bein Sports Arbitrage : Stéphanie Frappart | Groupama Stadium, Décines-Charpieu Spectateurs : 54 382 Diffuseur : Bein Sports Arbitrage : Stéphanie Frappart |
| Samedi 24 août 2024 17h00 | Tolisso 90+1e · Mata 90+6e | Rapport | 44e Salisu · 90+4e, 90+7e Camara                     | Groupama Stadium, Décines-Charpieu Spectateurs : 54 382 Diffuseur : Bein Sports Arbitrage : Stéphanie Frappart | Groupama Stadium, Décines-Charpieu Spectateurs : 54 382 Diffuseur : Bein Sports Arbitrage : Stéphanie Frappart |

| Journée 3                         | AS Monaco               | 1 - 1   | RC Lens                                                   |                                                                                       |                                                                                       |
| Dimanche 1er septembre 2024 15h00 | ( Henrique) Zakaria 84e | (0 - 0) | 90+4e (pen.) Frankowski                                   | Stade Louis II, Monaco Spectateurs : 9 030 Diffuseur : DAZN Arbitrage : Willy Delajod | Stade Louis II, Monaco Spectateurs : 9 030 Diffuseur : DAZN Arbitrage : Willy Delajod |
| Dimanche 1er septembre 2024 15h00 | Vanderson 54e           | Rapport | 9e Gradit · 34e Aguilar · 40e Sotoca · 68e Labeau-Lascary | Stade Louis II, Monaco Spectateurs : 9 030 Diffuseur : DAZN Arbitrage : Willy Delajod | Stade Louis II, Monaco Spectateurs : 9 030 Diffuseur : DAZN Arbitrage : Willy Delajod |

| Journée 4                      | AJ Auxerre                         | 0 - 3   | AS Monaco                                                    | | |
| Samedi 14 septembre 2024 19h00 |                                    | (0 - 2) | 8e Kehrer (Camara ) · 25e Vanderson (Zakaria ) · 89e Zakaria | Stade de l'Abbé-Deschamps, Auxerre Spectateurs : 17 045 Diffuseur : DAZN Arbitrage : Abdelatif Kherradji | Stade de l'Abbé-Deschamps, Auxerre Spectateurs : 17 045 Diffuseur : DAZN Arbitrage : Abdelatif Kherradji |
| Samedi 14 septembre 2024 19h00 | Osho 13e · Owusu 43e · Jubal 45+2e | Rapport |                                                              | Stade de l'Abbé-Deschamps, Auxerre Spectateurs : 17 045 Diffuseur : DAZN Arbitrage : Abdelatif Kherradji | Stade de l'Abbé-Deschamps, Auxerre Spectateurs : 17 045 Diffuseur : DAZN Arbitrage : Abdelatif Kherradji |

| Journée 5                        | AS Monaco                                                                 | 3 - 1   | Le Havre AC                             |                                                                                            |                                                                                            |
| Dimanche 22 septembre 2024 15h00 | ( Minamino) Teze 9e · ( Singo) Ben Seghir 66e · ( Ilenikhena) Balogun 70e | (1 - 1) | 30e Kouziaïev (Touré )                  | Stade Louis II, Monaco Spectateurs : 6 353 Diffuseur : DAZN Arbitrage : Stéphanie Frappart | Stade Louis II, Monaco Spectateurs : 6 353 Diffuseur : DAZN Arbitrage : Stéphanie Frappart |
| Dimanche 22 septembre 2024 15h00 | Magassa 21e                                                               | Rapport | 20e Touré · 44e Salmier · 65e Kouziaïev | Stade Louis II, Monaco Spectateurs : 6 353 Diffuseur : DAZN Arbitrage : Stéphanie Frappart | Stade Louis II, Monaco Spectateurs : 6 353 Diffuseur : DAZN Arbitrage : Stéphanie Frappart |

| Journée 6                      | AS Monaco                                             | 2 - 1   | Montpellier HSC                  |                                                                                          |                                                                                          |
| Samedi 28 septembre 2024 21h00 | ( Embolo) Balogun 32e · ( Embolo) Camara 90+8e        | (1 - 1) | 16e Nzingoula (Adams )           | Stade Louis II, Monaco Spectateurs : 13 065 Diffuseur : DAZN Arbitrage : Marc Bollengier | Stade Louis II, Monaco Spectateurs : 13 065 Diffuseur : DAZN Arbitrage : Marc Bollengier |
| Samedi 28 septembre 2024 21h00 | Vanderson 50e · Zakaria 50e · Salisu 82e · Camara 88e | Rapport | 4e Sagnan · 12e, 90+3e Coulibaly | Stade Louis II, Monaco Spectateurs : 13 065 Diffuseur : DAZN Arbitrage : Marc Bollengier | Stade Louis II, Monaco Spectateurs : 13 065 Diffuseur : DAZN Arbitrage : Marc Bollengier |

| Journée 7                   | Stade rennais           | 1 - 2   | AS Monaco                                              |                                                                                       |                                                                                       |
| Samedi 5 octobre 2024 21h00 | ( Kamara) Blas 11e      | (1 - 2) | 6e Kehrer (Ben Seghir ) · 22e Balogun (Ben Seghir )    | Roazhon Park, Rennes Spectateurs : 26 533 Diffuseur : DAZN Arbitrage : Thomas Léonard | Roazhon Park, Rennes Spectateurs : 26 533 Diffuseur : DAZN Arbitrage : Thomas Léonard |
| Samedi 5 octobre 2024 21h00 | Blas 44e · Assignon 75e | Rapport | 45+7e Zakaria · 57e Ouattara · 72e Minamino · 86e Köhn | Roazhon Park, Rennes Spectateurs : 26 533 Diffuseur : DAZN Arbitrage : Thomas Léonard | Roazhon Park, Rennes Spectateurs : 26 533 Diffuseur : DAZN Arbitrage : Thomas Léonard |

| Journée 8                      | AS Monaco FC  | 0 - 0   | LOSC Lille                                                             |                                                                                         |                                                                                         |
| Vendredi 18 octobre 2024 20h45 |               | (0 - 0) |                                                                        | Stade Louis-II, Monaco Spectateurs : 7 246 Diffuseur : DAZN Arbitrage : Eric Wattellier | Stade Louis-II, Monaco Spectateurs : 7 246 Diffuseur : DAZN Arbitrage : Eric Wattellier |
| Vendredi 18 octobre 2024 20h45 | Teze 41e, 61e | Rapport | 11e Bouaddi · 34e Meunier · 44e Alexsandro · 70e Sahraoui · 90+4e Bayo | Stade Louis-II, Monaco Spectateurs : 7 246 Diffuseur : DAZN Arbitrage : Eric Wattellier | Stade Louis-II, Monaco Spectateurs : 7 246 Diffuseur : DAZN Arbitrage : Eric Wattellier |

| Journée 9                      | OGC Nice                             | 2 - 1   | AS Monaco                                                   |                                                                                                |                                                                                                |
| Dimanche 27 octobre 2024 17h00 | ( Abdi) Guessand 45+1e · Laborde 71e | (1 - 1) | 39e Embolo (Akliouche )                                     | Allianz Riviera, Nice Spectateurs : 29 795 Diffuseur : Bein Sports Arbitrage : Jérémie Pignard | Allianz Riviera, Nice Spectateurs : 29 795 Diffuseur : Bein Sports Arbitrage : Jérémie Pignard |
| Dimanche 27 octobre 2024 17h00 | Cho 45+4e · Bard 77e                 | Rapport | 15e Magassa · 35e, 45+4e Vanderson · 45e Singo · 52e Camara | Allianz Riviera, Nice Spectateurs : 29 795 Diffuseur : Bein Sports Arbitrage : Jérémie Pignard | Allianz Riviera, Nice Spectateurs : 29 795 Diffuseur : Bein Sports Arbitrage : Jérémie Pignard |

| Journée 10                       | AS Monaco  | 0 - 1   | Angers SCO              |                                                                                              |                                                                                              |
| Vendredi 1er novembre 2024 19h00 |            | (0 - 1) | 29e Aholou (Allevinah ) | Stade Louis II, Monaco Spectateurs : 10 540 Diffuseur : DAZN Arbitrage : Abdelatif Kherradji | Stade Louis II, Monaco Spectateurs : 10 540 Diffuseur : DAZN Arbitrage : Abdelatif Kherradji |
| Vendredi 1er novembre 2024 19h00 | Camara 17e | Rapport | 89e Capelle             | Stade Louis II, Monaco Spectateurs : 10 540 Diffuseur : DAZN Arbitrage : Abdelatif Kherradji | Stade Louis II, Monaco Spectateurs : 10 540 Diffuseur : DAZN Arbitrage : Abdelatif Kherradji |

| Journée 11                   | RC Strasbourg                                                    | 1 - 3   | AS Monaco                                                              | | |
| Samedi 9 novembre 2024 17h00 | ( Moreira) G.Doué 29e                                            | (1 - 0) | 79e (pen.) Ben Seghir · 89e Ben Seghir (Akliouche ) · 90+1e Ilenikhena | Stade de la Meinau, Strasbourg Spectateurs : 19 451 Diffuseur : Bein Sports Arbitrage : Bastien Dechepy | Stade de la Meinau, Strasbourg Spectateurs : 19 451 Diffuseur : Bein Sports Arbitrage : Bastien Dechepy |
| Samedi 9 novembre 2024 17h00 | G.Doué 25e · Petrović 63e · Moreira 78e · Diarra 82e · Wiley 86e | Rapport | 22e Henrique · 35e Camara                                              | Stade de la Meinau, Strasbourg Spectateurs : 19 451 Diffuseur : Bein Sports Arbitrage : Bastien Dechepy | Stade de la Meinau, Strasbourg Spectateurs : 19 451 Diffuseur : Bein Sports Arbitrage : Bastien Dechepy |

| Journée 12                      | AS Monaco                                                                 | 3 - 2   | Stade brestois 29                           |                                                                                        |                                                                                        |
| Vendredi 22 novembre 2024 19h00 | ( Ben Seghir) Akliouche 5e · Golovine 24e · ( Ilenikhena) Akliouche 90+1e | (2 - 0) | 50e Sima (Doumbia ) · 90+6e Ajorque (Lala ) | Stade Louis II, Monaco Spectateurs : 5 721 Diffuseur : DAZN Arbitrage : Thomas Léonard | Stade Louis II, Monaco Spectateurs : 5 721 Diffuseur : DAZN Arbitrage : Thomas Léonard |
| Vendredi 22 novembre 2024 19h00 | Majecki 78e · Singo 85e                                                   | Rapport | 6e Lala · 83e Le Cardinal                   | Stade Louis II, Monaco Spectateurs : 5 721 Diffuseur : DAZN Arbitrage : Thomas Léonard | Stade Louis II, Monaco Spectateurs : 5 721 Diffuseur : DAZN Arbitrage : Thomas Léonard |

| Journée 13                       | Marseille                                     | 2 - 1   | AS Monaco               |                                                                                              |                                                                                              |
| Dimanche 1er décembre 2024 20h45 | ( Maupay) Henrique 53e · Greenwood 89e (pen.) | (0 - 1) | 41e Golovine (Zakaria ) | Orange Vélodrome, Marseille Spectateurs : 64 277 Diffuseur : DAZN Arbitrage : Clément Turpin | Orange Vélodrome, Marseille Spectateurs : 64 277 Diffuseur : DAZN Arbitrage : Clément Turpin |
| Dimanche 1er décembre 2024 20h45 |                                               | Rapport | 90+2e Vanderson         | Orange Vélodrome, Marseille Spectateurs : 64 277 Diffuseur : DAZN Arbitrage : Clément Turpin | Orange Vélodrome, Marseille Spectateurs : 64 277 Diffuseur : DAZN Arbitrage : Clément Turpin |

| Journée 14                   | AS Monaco                        | 2 - 0   | Toulouse FC                      |                                                                                                   |                                                                                                   |
| Samedi 7 décembre 2024 17h00 | ( Camara) Singo 50e · Embolo 82e | (0 - 0) |                                  | Stade Louis II, Monaco Spectateurs : 6 868 Diffuseur : Bein Sports Arbitrage : Stéphanie Frappart | Stade Louis II, Monaco Spectateurs : 6 868 Diffuseur : Bein Sports Arbitrage : Stéphanie Frappart |
| Samedi 7 décembre 2024 17h00 | Embolo 69e · Teze 90+1e          | Rapport | 37e Aboukhlal · 71e Cásseres Jr. | Stade Louis II, Monaco Spectateurs : 6 868 Diffuseur : Bein Sports Arbitrage : Stéphanie Frappart | Stade Louis II, Monaco Spectateurs : 6 868 Diffuseur : Bein Sports Arbitrage : Stéphanie Frappart |

| Journée 15                    | Stade de Reims | 0 - 0   | AS Monaco                                   |                                                                                                 |                                                                                                 |
| Samedi 14 décembre 2024 21h00 |                | (0 - 0) |                                             | Stade Auguste Delaune, Reims Spectateurs : 15 869 Diffuseur : DAZN Arbitrage : Romain Lissorgue | Stade Auguste Delaune, Reims Spectateurs : 15 869 Diffuseur : DAZN Arbitrage : Romain Lissorgue |
| Samedi 14 décembre 2024 21h00 | Diouf 84e      | Rapport | 40e Magassa · 57e Ouattara · 90+4e Golovine | Stade Auguste Delaune, Reims Spectateurs : 15 869 Diffuseur : DAZN Arbitrage : Romain Lissorgue | Stade Auguste Delaune, Reims Spectateurs : 15 869 Diffuseur : DAZN Arbitrage : Romain Lissorgue |

| Journée 16                      | AS Monaco                                       | 2 - 4   | Paris SG                                                                           |                                                                                                   |                                                                                                   |
| Mercredi 18 décembre 2024 21h00 | Ben Seghir 53e (pen.) · ( Akliouche) Embolo 60e | (0 - 1) | 24e D. Doué (Hakimi ) · 64e Dembélé · 83e Ramos (Kang-in ) · 90+7e Dembélé (Ruiz ) | Stade Louis II, Monaco Spectateurs : 12 095 Diffuseur : Bein Sports Arbitrage : François Letexier | Stade Louis II, Monaco Spectateurs : 12 095 Diffuseur : Bein Sports Arbitrage : François Letexier |
| Mercredi 18 décembre 2024 21h00 | Singo 13e · Camara 29e                          | Rapport |                                                                                    | Stade Louis II, Monaco Spectateurs : 12 095 Diffuseur : Bein Sports Arbitrage : François Letexier | Stade Louis II, Monaco Spectateurs : 12 095 Diffuseur : Bein Sports Arbitrage : François Letexier |

| Journée 17                     | FC Nantes                                  | 2 - 2   | AS Monaco                                  |                                                                                                 |                                                                                                 |
| Vendredi 10 janvier 2025 19h00 | ( Thomas) Abline 12e · ( Thomas) Amian 47e | (1 - 0) | 52e Embolo (Singo ) · 59e Salisu (Camara ) | Stade de la Beaujoire, Nantes Spectateurs : 25 380 Diffuseur : DAZN Arbitrage : Marc Bollengier | Stade de la Beaujoire, Nantes Spectateurs : 25 380 Diffuseur : DAZN Arbitrage : Marc Bollengier |
| Vendredi 10 janvier 2025 19h00 | Thomas 53e · Lepenant 87e · Pallois 90+4e  | Rapport |                                            | Stade de la Beaujoire, Nantes Spectateurs : 25 380 Diffuseur : DAZN Arbitrage : Marc Bollengier | Stade de la Beaujoire, Nantes Spectateurs : 25 380 Diffuseur : DAZN Arbitrage : Marc Bollengier |

#### Retour
| Journée 18                     | Montpellier HSC                           | 2 - 1   | AS Monaco                   |                                                                                                  |                                                                                                  |
| Vendredi 17 janvier 2025 19h00 | Al-Taamari 54e · ( Nordin) Al-Taamari 82e | (0 - 1) | 32e Kehrer (Camara )        | Stade de la Mosson, Montpellier Spectateurs : 11 371 Diffuseur : DAZN Arbitrage : Jérôme Brisard | Stade de la Mosson, Montpellier Spectateurs : 11 371 Diffuseur : DAZN Arbitrage : Jérôme Brisard |
| Vendredi 17 janvier 2025 19h00 | Mouanga 81e                               | Rapport | 56e Magassa · 67e Vanderson | Stade de la Mosson, Montpellier Spectateurs : 11 371 Diffuseur : DAZN Arbitrage : Jérôme Brisard | Stade de la Mosson, Montpellier Spectateurs : 11 371 Diffuseur : DAZN Arbitrage : Jérôme Brisard |

| Journée 19                   | AS Monaco                                                                      | 3 - 2   | Stade rennais                        |                                                                                              |                                                                                              |
| Samedi 25 janvier 2025 17h00 | ( Vanderson) Akliouche 15e · ( Camara) Biereth 52e · ( Akliouche) Golovine 56e | (1 - 1) | 45+1e Nagida · 65e Gouiri (Fofana )  | Stade Louis II, Monaco Spectateurs : 5 725 Diffuseur : Bein Sports Arbitrage : Jérémy Stinat | Stade Louis II, Monaco Spectateurs : 5 725 Diffuseur : Bein Sports Arbitrage : Jérémy Stinat |
| Samedi 25 janvier 2025 17h00 | Mawissa 63e · Minamino 73e · Akliouche 90+4e                                   | Rapport | 70e Wooh · 75e Gouiri · 87e Hateboer | Stade Louis II, Monaco Spectateurs : 5 725 Diffuseur : Bein Sports Arbitrage : Jérémy Stinat | Stade Louis II, Monaco Spectateurs : 5 725 Diffuseur : Bein Sports Arbitrage : Jérémy Stinat |

| Journée 20                    | AS Monaco                                                                            | 4 - 2   | AJ Auxerre                                 |                                                                                             |                                                                                             |
| Samedi 1er février 2025 19h00 | Kehrer 35e · ( Embolo) Biereth 57e · ( Henrique) Biereth 63e · ( Embolo) Biereth 65e | (1 - 2) | 38e Diomandé (Owusu ) · 45+7e (pen.) Jubal | Stade Louis II, Monaco Spectateurs : 5 336 Diffuseur : DAZN Arbitrage : Abdelatif Kherradji | Stade Louis II, Monaco Spectateurs : 5 336 Diffuseur : DAZN Arbitrage : Abdelatif Kherradji |
| Samedi 1er février 2025 19h00 | Zakaria 45+4e · Magassa 82e                                                          | Rapport | 30e Joly · 71e Owusu                       | Stade Louis II, Monaco Spectateurs : 5 336 Diffuseur : DAZN Arbitrage : Abdelatif Kherradji | Stade Louis II, Monaco Spectateurs : 5 336 Diffuseur : DAZN Arbitrage : Abdelatif Kherradji |

| Journée 21                    | Paris SG                                                                                   | 4 - 1   | AS Monaco              |                                                                                          |                                                                                          |
| Vendredi 7 février 2025 21h05 | Vitinha 6e · ( Barcola) Kvaratskhelia 54e · ( D. Doué) Dembélé 57e · ( Mendes) Dembélé 90e | (1 - 1) | 17e Zakaria (Magassa ) | Parc des Princes, Paris Spectateurs : 47 926 Diffuseur : DAZN Arbitrage : Clément Turpin | Parc des Princes, Paris Spectateurs : 47 926 Diffuseur : DAZN Arbitrage : Clément Turpin |
| Vendredi 7 février 2025 21h05 | D. Doué 28e                                                                                | Rapport |                        | Parc des Princes, Paris Spectateurs : 47 926 Diffuseur : DAZN Arbitrage : Clément Turpin | Parc des Princes, Paris Spectateurs : 47 926 Diffuseur : DAZN Arbitrage : Clément Turpin |

| Journée 22                   | AS Monaco | 7 - 1   | FC Nantes             |                                                                                        |                                                                                        |
| Samedi 15 février 2025 19h00 | ( Minamino) Biereth 44e · ( Camara) Minamino 45e · ( Minamino) Ben Seghir 49e · Biereth 54e · Biereth 64e (pen.) · ( Henrique) Ilenikhena 81e · ( Al-Musrati) Ilenikhena 90+5e | (2 - 1) | 4e Abline (Simon )    | Stade Louis II, Monaco Spectateurs : 6 080 Diffuseur : DAZN Arbitrage : Thomas Léonard | Stade Louis II, Monaco Spectateurs : 6 080 Diffuseur : DAZN Arbitrage : Thomas Léonard |
| Samedi 15 février 2025 19h00 | Zakaria 85e | Rapport | 8e Cozza · 45e Abline | Stade Louis II, Monaco Spectateurs : 6 080 Diffuseur : DAZN Arbitrage : Thomas Léonard | Stade Louis II, Monaco Spectateurs : 6 080 Diffuseur : DAZN Arbitrage : Thomas Léonard |

| Journée 23                   | LOSC Lille                                                     | 2 - 1   | AS Monaco FC              | | |
| Samedi 22 février 2025 17h00 | ( Mukau) Haraldsson 22e · Haraldsson 43e                       | (2 - 1) | 45+1e Minamino (Biereth ) | Decathlon Arena - Stade Pierre Mauroy, Villeneuve-d'Ascq Spectateurs : 44 177 Diffuseur : Bein Sports Arbitrage : Benoît Bastien | Decathlon Arena - Stade Pierre Mauroy, Villeneuve-d'Ascq Spectateurs : 44 177 Diffuseur : Bein Sports Arbitrage : Benoît Bastien |
| Samedi 22 février 2025 17h00 | David 73e · André 73e · Fernandez-Pardo 89e · Alexsandro 90+2e | Rapport | 19e Zakaria · 58e Diatta  | Decathlon Arena - Stade Pierre Mauroy, Villeneuve-d'Ascq Spectateurs : 44 177 Diffuseur : Bein Sports Arbitrage : Benoît Bastien | Decathlon Arena - Stade Pierre Mauroy, Villeneuve-d'Ascq Spectateurs : 44 177 Diffuseur : Bein Sports Arbitrage : Benoît Bastien |

| Journée 24                     | AS Monaco                                                        | 3 - 0   | Stade de Reims |                                                                                         |                                                                                         |
| Vendredi 28 février 2025 20h45 | ( Henrique) Biereth 34e · ( Akliouche) Biereth 39e · Biereth 51e | (2 - 0) |                | Stade Louis II, Monaco Spectateurs : 5 517 Diffuseur : DAZN Arbitrage : Eric Wattellier | Stade Louis II, Monaco Spectateurs : 5 517 Diffuseur : DAZN Arbitrage : Eric Wattellier |
| Vendredi 28 février 2025 20h45 | Rapport                                                          |         |                | Stade Louis II, Monaco Spectateurs : 5 517 Diffuseur : DAZN Arbitrage : Eric Wattellier | Stade Louis II, Monaco Spectateurs : 5 517 Diffuseur : DAZN Arbitrage : Eric Wattellier |

| Journée 25                 | Toulouse FC           | 1 - 1   | AS Monaco                               |                                                                                               |                                                                                               |
| Vendredi 7 mars 2025 20h45 | ( Dønnum) Magri 90+1e | (0 - 1) | 17e Minamino (Biereth )                 | Stadium Municipal, Toulouse Spectateurs : 25 593 Diffuseur : DAZN Arbitrage : Marc Bollengier | Stadium Municipal, Toulouse Spectateurs : 25 593 Diffuseur : DAZN Arbitrage : Marc Bollengier |
| Vendredi 7 mars 2025 20h45 | Cresswell 45+1e       | Rapport | 1e Mawissa · 74e Embolo · 90e Akliouche | Stadium Municipal, Toulouse Spectateurs : 25 593 Diffuseur : DAZN Arbitrage : Marc Bollengier | Stadium Municipal, Toulouse Spectateurs : 25 593 Diffuseur : DAZN Arbitrage : Marc Bollengier |

| Journée 26                | Angers SCO  | 0 - 2   | AS Monaco                                      |                                                                                            |                                                                                            |
| Samedi 15 mars 2025 19h00 |             | (0 - 0) | 77e Biereth (Henrique ) · 88e (pen.) Akliouche | Stade Raymond-Kopa, Angers Spectateurs : 11 116 Diffuseur : DAZN Arbitrage : Willy Delajod | Stade Raymond-Kopa, Angers Spectateurs : 11 116 Diffuseur : DAZN Arbitrage : Willy Delajod |
| Samedi 15 mars 2025 19h00 | Abdelli 52e | Rapport | 43e Henrique · 68e Minamino                    | Stade Raymond-Kopa, Angers Spectateurs : 11 116 Diffuseur : DAZN Arbitrage : Willy Delajod | Stade Raymond-Kopa, Angers Spectateurs : 11 116 Diffuseur : DAZN Arbitrage : Willy Delajod |

| Journée 27                | AS Monaco                                          | 2 - 1   | OGC Nice                                                               |                                                                                         |                                                                                         |
| Samedi 29 mars 2025 21h00 | ( Akliouche) Biereth 55e · ( Akliouche) Embolo 73e | (0 - 1) | 41e Boga (Clauss )                                                     | Stade Louis II, Monaco Spectateurs : 11 564 Diffuseur : DAZN Arbitrage : Jérôme Brisard | Stade Louis II, Monaco Spectateurs : 11 564 Diffuseur : DAZN Arbitrage : Jérôme Brisard |
| Samedi 29 mars 2025 21h00 | Embolo 27e · Mawissa 51e · Camara 67e              | Rapport | 45e Clauss · 72e Santamaria · 87e Laborde · 87e Boudaoui · 90+1e Dante | Stade Louis II, Monaco Spectateurs : 11 564 Diffuseur : DAZN Arbitrage : Jérôme Brisard | Stade Louis II, Monaco Spectateurs : 11 564 Diffuseur : DAZN Arbitrage : Jérôme Brisard |

| Journée 28                | Stade brestois 29                         | 2 - 1   | AS Monaco                                  |                                                                                              |                                                                                              |
| Samedi 5 avril 2025 19h00 | Sima 42e · ( Lees-Melou) M. Camara 90+4e  | (1 - 0) | 63e (pen.) Zakaria                         | Stade Francis-Le Blé, Brest Spectateurs : 14 713 Diffuseur : DAZN Arbitrage : Thomas Léonard | Stade Francis-Le Blé, Brest Spectateurs : 14 713 Diffuseur : DAZN Arbitrage : Thomas Léonard |
| Samedi 5 avril 2025 19h00 | Chardonnet 30e · M. Camara 44e · Lala 64e | Rapport | 17e Embolo · 64e L. Camara · 90+7e Biereth | Stade Francis-Le Blé, Brest Spectateurs : 14 713 Diffuseur : DAZN Arbitrage : Thomas Léonard | Stade Francis-Le Blé, Brest Spectateurs : 14 713 Diffuseur : DAZN Arbitrage : Thomas Léonard |

| Journée 29                 | AS Monaco                                                              | 3 - 0   | Olympique de Marseille |                                                                                                |                                                                                                |
| Samedi 12 avril 2025 17h00 | ( Zakaria) Minamino 34e · ( Vanderson) Embolo 58e · Zakaria 82e (pen.) | (1 - 0) |                        | Stade Louis II, Monaco Spectateurs : 13 232 Diffuseur : Bein Sports Arbitrage : Benoît Bastien | Stade Louis II, Monaco Spectateurs : 13 232 Diffuseur : Bein Sports Arbitrage : Benoît Bastien |
| Samedi 12 avril 2025 17h00 | Singo 9e · Kehrer 78e                                                  | Rapport | 87e Harit              | Stade Louis II, Monaco Spectateurs : 13 232 Diffuseur : Bein Sports Arbitrage : Benoît Bastien | Stade Louis II, Monaco Spectateurs : 13 232 Diffuseur : Bein Sports Arbitrage : Benoît Bastien |

| Journée 30                 | AS Monaco                                | 0 - 0   | RC Strasbourg                                |                                                                                          |                                                                                          |
| Samedi 19 avril 2025 19h00 |                                          | (0 - 0) |                                              | Stade Louis II, Monaco Spectateurs : 12 825 Diffuseur : DAZN Arbitrage : Eric Wattellier | Stade Louis II, Monaco Spectateurs : 12 825 Diffuseur : DAZN Arbitrage : Eric Wattellier |
| Samedi 19 avril 2025 19h00 | Henrique 12e · Camara 38e · Minamino 69e | Rapport | 13e Doukouré · 24e G. Doué · 48e Omobamidele | Stade Louis II, Monaco Spectateurs : 12 825 Diffuseur : DAZN Arbitrage : Eric Wattellier | Stade Louis II, Monaco Spectateurs : 12 825 Diffuseur : DAZN Arbitrage : Eric Wattellier |

| Journée 31                 | Le Havre AC        | 1 - 1   | AS Monaco   |                                                                                         |                                                                                         |
| Samedi 26 avril 2025 19h00 | ( Mwanga) Koka 22e | (1 - 0) | 61e Biereth | Stade Océane, Le Havre Spectateurs : 21 340 Diffuseur : DAZN Arbitrage : Clément Turpin | Stade Océane, Le Havre Spectateurs : 21 340 Diffuseur : DAZN Arbitrage : Clément Turpin |
| Samedi 26 avril 2025 19h00 | Koka 23e           | Rapport |             | Stade Océane, Le Havre Spectateurs : 21 340 Diffuseur : DAZN Arbitrage : Clément Turpin | Stade Océane, Le Havre Spectateurs : 21 340 Diffuseur : DAZN Arbitrage : Clément Turpin |

| Journée 32              | AS Saint-Étienne            | 1 - 3   | AS Monaco                                                                       | | |
| Samedi 3 mai 2025 21h00 | ( Tardieu) Davitashvili 65e | (0 - 1) | 2e Akliouche (Henrique ) · 68e Al-Musrati (Zakaria ) · 78e Balogun (Akliouche ) | Stade Geoffroy Guichard, Saint-Étienne Spectateurs : 37 757 Diffuseur : DAZN Arbitrage : Jérôme Brisard | Stade Geoffroy Guichard, Saint-Étienne Spectateurs : 37 757 Diffuseur : DAZN Arbitrage : Jérôme Brisard |
| Samedi 3 mai 2025 21h00 | Rapport                     |         |                                                                                 | Stade Geoffroy Guichard, Saint-Étienne Spectateurs : 37 757 Diffuseur : DAZN Arbitrage : Jérôme Brisard | Stade Geoffroy Guichard, Saint-Étienne Spectateurs : 37 757 Diffuseur : DAZN Arbitrage : Jérôme Brisard |

| Journée 33               | AS Monaco                               | 2-0   | Olympique lyonnais                                                                     |                                                                                                |                                                                                                |
| Samedi 10 mai 2025 21h00 | Takumi Minamino 62’ Denis Zakaria 68’   | (0-0) |                                                                                        | Stade Louis II, Monaco Spectateurs : 13 450 Diffuseur : DAZN France Arbitrage : Benoît Bastien | Stade Louis II, Monaco Spectateurs : 13 450 Diffuseur : DAZN France Arbitrage : Benoît Bastien |
| Samedi 10 mai 2025 21h00 | Lamine Camara 59e · Krépin Diatta 88e · |       | Clinton Mata 9e · Thiago Almada 45+2e · Nicolás Tagliafico 90e · Moussa Niakhaté 90+2e | Stade Louis II, Monaco Spectateurs : 13 450 Diffuseur : DAZN France Arbitrage : Benoît Bastien | Stade Louis II, Monaco Spectateurs : 13 450 Diffuseur : DAZN France Arbitrage : Benoît Bastien |

| Journée 34               | RC Lens                                                        | 4-0   | AS Monaco                                   | | |
| Samedi 17 mai 2025 21h00 | Neil El Aynaoui 21’ 56’ Adrien Thomasson 73’ Anass Zaroury 78’ | (1-0) |                                             | Stade Bollaert-Delelis, Lens Spectateurs : 38 160 Diffuseur : DAZN France Arbitrage : François Letexier | Stade Bollaert-Delelis, Lens Spectateurs : 38 160 Diffuseur : DAZN France Arbitrage : François Letexier |
| Samedi 17 mai 2025 21h00 | Facundo Medina 43e                                             |       | Krépin Diatta 45+1e · Soungoutou Magassa 52 | Stade Bollaert-Delelis, Lens Spectateurs : 38 160 Diffuseur : DAZN France Arbitrage : François Letexier | Stade Bollaert-Delelis, Lens Spectateurs : 38 160 Diffuseur : DAZN France Arbitrage : François Letexier |

#### Classement
| Rang | Équipe                       | Pts | J  | G  | N | P | Bp | Bc | Diff | Qualification ou relégation                                                     |
| ---- | ---------------------------- | --- | -- | -- | - | - | -- | -- | ---- | ------------------------------------------------------------------------------- |
| 1    | Paris Saint-Germain T S C C1 | 84  | 34 | 26 | 6 | 2 | 92 | 35 | +57  | Qualification pour la phase de ligue de la Ligue des champions                  |
| 2    | Olympique de Marseille       | 65  | 34 | 20 | 5 | 9 | 74 | 47 | +27  | Qualification pour la phase de ligue de la Ligue des champions                  |
| 3    | AS Monaco                    | 61  | 34 | 18 | 7 | 9 | 63 | 41 | +22  | Qualification pour la phase de ligue de la Ligue des champions                  |
| 4    | OGC Nice                     | 60  | 34 | 17 | 9 | 8 | 66 | 41 | +25  | Qualification pour le troisième tour de qualification de la Ligue des champions |
| 5    | LOSC Lille                   | 60  | 34 | 17 | 9 | 8 | 52 | 36 | +16  | Qualification pour la phase de ligue de la Ligue Europa                         |

#### Évolution du classement et des résultats
| Journée  | 1 | 2 | 3 | 4 | 5 | 6 | 7 | 8 | 9 | 10 | 11 | 12 | 13 | 14 | 15 | 16 | 17 | 18 | 19 | 20 | 21 | 22 | 23 | 24 | 25 | 26 | 27 | 28 | 30 | 29 | 31 | 32 | 33 | 34 | Journées en tête | Journées sur le podium |
| -------- | - | - | - | - | - | - | - | - | - | -- | -- | -- | -- | -- | -- | -- | -- | -- | -- | -- | -- | -- | -- | -- | -- | -- | -- | -- | -- | -- | -- | -- | -- | -- | ---------------- | ---------------------- |
| Rang     | 7 | 3 | 5 | 3 | 3 | 2 | 1 |   |   |    |    |    |    |    |    |    |    |    |    |    |    |    |    |    |    |    |    |    |    |    |    |    |    |    | 1                | 5                      |
| Résultat | V | V | N | V | V | V | V | N |   |    |    |    |    |    |    |    |    |    |    |    |    |    |    |    |    |    |    |    |    |    |    |    |    |    | —                | —                      |

### Ligue des champions
La Ligue des champions 2024-2025 est la 70e édition de la Ligue des champions, la plus prestigieuse des compétitions européennes inter-clubs. Elle est divisée en deux phases, une phase de mini-championnat de huit matchs, puis les huit premières équipes poursuivent la compétition en huitièmes de finale et les équipes classées entre la 9e et la 24e place s'affronteront en barrage de la phase à élimination directe.
Le Real Madrid remet en jeu son titre de l'année précédente obtenu face au Borussia Dortmund.

#### Phase de saison régulière
| 1re journée                   | AS Monaco                                                   | 2 - 1   | FC Barcelone                                       | Stade Louis II, Monaco                                               |                                                                      |
| Jeudi 19 septembre 2024 21h00 | ( Vanderson) Akliouche 16e · ( Vanderson) Ilenikhena 71e    | (1 - 1) | 28e Yamal (Casadó )                                | Spectateurs : 13 296 Diffuseur : Canal + Arbitrage : Allard Lindhout | Spectateurs : 13 296 Diffuseur : Canal + Arbitrage : Allard Lindhout |
| Jeudi 19 septembre 2024 21h00 | Ben Seghir 30e · Camara 36e · Mawissa 90+2e · Balogun 90+6e | Rapport | 11e García · 75e Martínez · 85e Balde · 85e Casadó | Spectateurs : 13 296 Diffuseur : Canal + Arbitrage : Allard Lindhout | Spectateurs : 13 296 Diffuseur : Canal + Arbitrage : Allard Lindhout |

| 2e journée                    | Dinamo Zagreb                                                           | 2 - 2   | AS Monaco                                    | Stadion Maksimir, Zagreb                                                  |                                                                           |
| Mercredi 2 octobre 2024 21h00 | ( Baturina) Sučić 45+3e · ( Rog) Baturina 66e                           | (1 - 0) | 74e Salisu (Akliouche ) · 90e (pen.) Zakaria | Spectateurs : 12 462 Diffuseur : Canal+Sport Arbitrage : Harm Osmers (en) | Spectateurs : 12 462 Diffuseur : Canal+Sport Arbitrage : Harm Osmers (en) |
| Mercredi 2 octobre 2024 21h00 | Petković 26e · Ademi 38e · Baturina 42e · Kačavenda 81e · Ristovski 90e |         | 22e Salisu · 26e Embolo                      | Spectateurs : 12 462 Diffuseur : Canal+Sport Arbitrage : Harm Osmers (en) | Spectateurs : 12 462 Diffuseur : Canal+Sport Arbitrage : Harm Osmers (en) |

| 3e journée                  | AS Monaco | 5 - 1   | Étoile Rouge de Belgrade | Stade Louis II, Monaco                                                      |                                                                             |
| Mardi 22 octobre 2024 19h00 | ( Singo) Minamino 20e · Embolo 45+4e · ( Kehrer) Singo 54e · ( Embolo) Minamino 70e · ( Minamino) Akliouche 90+6e | (2 - 1) | 27e (pen.) Ndiaye        | Spectateurs : 9 590 Diffuseur : Canal+Sport Arbitrage : Tobias Stieler (en) | Spectateurs : 9 590 Diffuseur : Canal+Sport Arbitrage : Tobias Stieler (en) |
| Mardi 22 octobre 2024 19h00 | Kehrer 26e | Rapport | 45+2e Maksimović         | Spectateurs : 9 590 Diffuseur : Canal+Sport Arbitrage : Tobias Stieler (en) | Spectateurs : 9 590 Diffuseur : Canal+Sport Arbitrage : Tobias Stieler (en) |

| 4e journée                  | FC Bologne                          | 0 - 1   | AS Monaco                | Stadio Renato Dall’Ara, Bologne                                              |                                                                              |
| Mardi 5 novembre 2024 21h00 |                                     | (0 - 0) | 86e Kehrer (Embolo )     | Spectateurs : 23 084 Diffuseur : Canal+Sport Arbitrage : Aliyar Aghayev (en) | Spectateurs : 23 084 Diffuseur : Canal+Sport Arbitrage : Aliyar Aghayev (en) |
| Mardi 5 novembre 2024 21h00 | Moro 27e · Fabbian 53e · Lucumí 88e | Rapport | 75e Camara · 77e Mawissa | Spectateurs : 23 084 Diffuseur : Canal+Sport Arbitrage : Aliyar Aghayev (en) | Spectateurs : 23 084 Diffuseur : Canal+Sport Arbitrage : Aliyar Aghayev (en) |

| 5e journée                      | AS Monaco                                               | 2 - 3   | SL Benfica                                                      | Stade Louis II, Monaco                                                       |                                                                              |
| Mercredi 27 novembre 2024 21h00 | ( Golovine) Ben Seghir 13e · ( Mawissa) Magassa 67e     | (1 - 0) | 48e Pavlídis · 84e Cabral (Di María ) · 88e Amdouni (Di María ) | Spectateurs : 13 581 Diffuseur : Canal+Sport Arbitrage : Rade Obrenović (it) | Spectateurs : 13 581 Diffuseur : Canal+Sport Arbitrage : Rade Obrenović (it) |
| Mercredi 27 novembre 2024 21h00 | Zakaria 41e · Kehrer 41e · Singo 42e, 58e · Mawissa 79e | Rapport | 5e Florentino · 29e Carreras · 42e Aktürkoğlu                   | Spectateurs : 13 581 Diffuseur : Canal+Sport Arbitrage : Rade Obrenović (it) | Spectateurs : 13 581 Diffuseur : Canal+Sport Arbitrage : Rade Obrenović (it) |

| 6e journée                      | Arsenal FC                                                    | 3 - 0   | AS Monaco     | Emirates Stadium, Londres                                             |                                                                       |
| Mercredi 11 décembre 2024 21h00 | ( Jesus) Saka 34e · ( Havertz) Saka 78e · ( Saka) Havertz 88e | (1 - 0) |               | Spectateurs : 60 157 Diffuseur : Canal+ Arbitrage : Davide Massa (en) | Spectateurs : 60 157 Diffuseur : Canal+ Arbitrage : Davide Massa (en) |
| Mercredi 11 décembre 2024 21h00 | Martinelli 32e · Merino 60e                                   | Rapport | 63e Vanderson | Spectateurs : 60 157 Diffuseur : Canal+ Arbitrage : Davide Massa (en) | Spectateurs : 60 157 Diffuseur : Canal+ Arbitrage : Davide Massa (en) |

| 7e journée                  | AS Monaco          | 1 - 0   | Aston Villa                           | Stade Louis II, Monaco                                            |                                                                   |
| Mardi 21 janvier 2025 18h45 | ( Kehrer) Singo 8e | (1 - 0) |                                       | Spectateurs : 13 508 Diffuseur : Canal+ Arbitrage : Slavko Vinčić | Spectateurs : 13 508 Diffuseur : Canal+ Arbitrage : Slavko Vinčić |
| Mardi 21 janvier 2025 18h45 | Golovine 90+2e     | Rapport | 49e Digne · 82e Rogers · 90+2e Kamara | Spectateurs : 13 508 Diffuseur : Canal+ Arbitrage : Slavko Vinčić | Spectateurs : 13 508 Diffuseur : Canal+ Arbitrage : Slavko Vinčić |

| 8e journée                     | Inter Milan                                                               | 3 - 0   | AS Monaco                                  | Stade Giuseppe-Meazza, Milan                                          |                                                                       |
| Mercredi 29 janvier 2025 21h00 | Martínez 4e (pen.) · ( Barella) Martínez 16e · ( Mkhitaryan) Martínez 67e | (2 - 0) |                                            | Spectateurs : 71 601 Diffuseur : Canal+ Arbitrage : Irfan Peljto (en) | Spectateurs : 71 601 Diffuseur : Canal+ Arbitrage : Irfan Peljto (en) |
| Mercredi 29 janvier 2025 21h00 | Pavard 66e · Asllani 81e                                                  | Rapport | 3e Zakaria · 12e Mawissa · 45+3e Vanderson | Spectateurs : 71 601 Diffuseur : Canal+ Arbitrage : Irfan Peljto (en) | Spectateurs : 71 601 Diffuseur : Canal+ Arbitrage : Irfan Peljto (en) |

#### Barrages
| Match Aller                    | AS Monaco                                         | 0 - 1   | SL Benfica                 | Stade Louis II, Monaco                                                    |                                                                           |
| Mercredi 12 février 2025 21h00 |                                                   | (0 - 0) | 48e Pavlídis               | Spectateurs : 12 159 Diffuseur : Canal+ Arbitrage : Maurizio Mariani (it) | Spectateurs : 12 159 Diffuseur : Canal+ Arbitrage : Maurizio Mariani (it) |
| Mercredi 12 février 2025 21h00 | Al-Musrati 41e, 52e · Vanderson 79e · Zakaria 90e | Rapport | 16e Carreras · 56e F. Luís | Spectateurs : 12 159 Diffuseur : Canal+ Arbitrage : Maurizio Mariani (it) | Spectateurs : 12 159 Diffuseur : Canal+ Arbitrage : Maurizio Mariani (it) |

| Match Retour                | SL Benfica                                                               | 3 - 3   | AS Monaco                                                             | Estadio da Luz, Lisbonne                                                   |                                                                            |
| Mardi 18 février 2025 21h00 | ( Pavlídis) Aktürkoğlu 22e · Pavlídis 76e (pen.) · ( Carreras) Kökçü 84e | (1 - 1) | 32e Minamino (Embolo ) · 51e Ben Seghir (Akliouche ) · 81e Ilenikhena | Spectateurs : 60 776 Diffuseur : Canal+Sport Arbitrage : Glenn Nyberg (en) | Spectateurs : 60 776 Diffuseur : Canal+Sport Arbitrage : Glenn Nyberg (en) |
| Mardi 18 février 2025 21h00 | Barreiro 67e · Amdouni 71e                                               | Rapport | 62e Akliouche                                                         | Spectateurs : 60 776 Diffuseur : Canal+Sport Arbitrage : Glenn Nyberg (en) | Spectateurs : 60 776 Diffuseur : Canal+Sport Arbitrage : Glenn Nyberg (en) |

### Coupe de France
La coupe de France 2024-2025 est la 108e édition de la coupe de France, une compétition à élimination directe mettant aux prises tous les clubs de football amateurs et professionnels à travers la France métropolitaine et les DOM-TOM. Elle est organisée par la FFF et ses ligues régionales.
Lors de cette édition 2025, le Paris Saint-Germain remet en jeu son titre de l'année dernière obtenu face à l'Olympique lyonnais. Par ailleurs, la formation parisienne détient le record de victoires dans cette compétition, au nombre de quinze.

#### 32ème de Finale
| 32ème de Finale                 | Union Saint-Jean FC        | 1 - 4   | AS Monaco                                                                                                | Stadium Municipal, Toulouse                                                                                              | |
| Dimanche 22 décembre 2024 14h45 | ( Capdeville) Tournier 83e | (0 - 2) | 20e Ben Seghir (Embolo ) · 37e Vanderson (Minamino ) · 65e Teze (Ben Seghir ) · 90+1e Ilenikhena (Teze ) | Spectateurs : 20 557 Diffuseur : beIN Sports 2, France 3 Midi-Pyrénées et France 3 Côte d'Azur Arbitrage : Olivier Thual | Spectateurs : 20 557 Diffuseur : beIN Sports 2, France 3 Midi-Pyrénées et France 3 Côte d'Azur Arbitrage : Olivier Thual |
| Dimanche 22 décembre 2024 14h45 | Tournier 70e               | Rapport | 45+3e Minamino · 73e Ilenikhena                                                                          | Spectateurs : 20 557 Diffuseur : beIN Sports 2, France 3 Midi-Pyrénées et France 3 Côte d'Azur Arbitrage : Olivier Thual | Spectateurs : 20 557 Diffuseur : beIN Sports 2, France 3 Midi-Pyrénées et France 3 Côte d'Azur Arbitrage : Olivier Thual |

#### 16ème de Finale
| 16ème de Finale             | Stade de Reims                      | 1 - 1             | AS Monaco                            | Stade Auguste-Delaune, Reims                                            |                                                                         |
| Mardi 14 janvier 2025 20h45 | ( Teuma) Kipré 45e                  | (1 - 0)           | 70e Salisu (Biereth )                | Spectateurs : 10 665 Diffuseur : beIN Sports 3 Arbitrage : Gaël Angoula | Spectateurs : 10 665 Diffuseur : beIN Sports 3 Arbitrage : Gaël Angoula |
| Mardi 14 janvier 2025 20h45 | Diakité 86e                         | Rapport           | 83e Embolo ·                         | Spectateurs : 10 665 Diffuseur : beIN Sports 3 Arbitrage : Gaël Angoula | Spectateurs : 10 665 Diffuseur : beIN Sports 3 Arbitrage : Gaël Angoula |
| Mardi 14 janvier 2025 20h45 | Nakamura · Salama · Kipré · Diakité | Tirs au but 3 - 1 | Henrique · Biereth · Camara · Embolo | Spectateurs : 10 665 Diffuseur : beIN Sports 3 Arbitrage : Gaël Angoula | Spectateurs : 10 665 Diffuseur : beIN Sports 3 Arbitrage : Gaël Angoula |

### Trophée des champions
L'édition 2024 du Trophée des champions est la 48e édition du Trophée des champions et se déroule le 5 janvier 2025 à Doha au Qatar.

Le match oppose le Paris Saint-Germain, vainqueur du Championnat de France 2023-2024 et de la Coupe de France 2023-2024 à l'AS Monaco, vice-champion de France. C'est la troisième fois qu'un PSG-ASM est l'affiche de cette compétition après l'édition 2017 et édition 2018 (deux victoires parisiennes).
| Finale                        | Paris Saint-Germain      | 1 - 0   | AS Monaco     | Stadium 974, Doha                                               |                                                                 |
| Dimanche 5 janvier 2025 17h30 | ( Ruiz) Dembélé 90+2e    | (0 - 0) |               | Spectateurs : 39 682 Diffuseur : DAZN Arbitrage : Willy Delajod | Spectateurs : 39 682 Diffuseur : DAZN Arbitrage : Willy Delajod |
| Dimanche 5 janvier 2025 17h30 | Mendes 23e · Barcola 87e | Rapport | 35e Vanderson | Spectateurs : 39 682 Diffuseur : DAZN Arbitrage : Willy Delajod | Spectateurs : 39 682 Diffuseur : DAZN Arbitrage : Willy Delajod |

## Effectif professionnel actuel
En grisé, les sélections de joueurs internationaux chez les jeunes mais n'ayant jamais été appelés aux échelons supérieurs une fois l'âge limite dépassé.

## Statistiques

### Statistiques collectives
| Compétition         | Débute au tour  | Termine         | Matches joués | Gagnés | Nuls | Perdus | Buts pour | Buts contre | Différence |
| ------------------- | --------------- | --------------- | ------------- | ------ | ---- | ------ | --------- | ----------- | ---------- |
| Ligue 1             | -               | -               | 34            | 18     | 7    | 9      | 63        | 41          | +22        |
| Ligue des champions | Phase de ligue  | 1/16e de finale | 10            | 4      | 2    | 4      | 13        | 13          | 0          |
| Coupe de France     | 1/32e de finale | 1/16e de finale | 2             | 1      | 0    | 1      | 5         | 2           | +3         |
| Total               | -               | -               | 46            | 23     | 9    | 14     | 81        | 56          | +25        |

### Statistiques individuelles

#### Statistiques buteurs
| Place | Nom | Ligue 1 | Ligue des champions | Coupe de France | TOTAL des buts |
| 1     |     |         | -                   |                 | 0 but          |
| Total | -   | 0 but   | 0 but               | 0 but           | 0 but          |

#### Statistiques passeurs
| Place | Nom | Ligue 1 | Ligue des champions | Coupe de France | TOTAL des passes |
| 0     | -   |         | -                   |                 |                  |
| Total | -   | 0 passe | 0 passe             | 0 passe         | 0 passe          |